# باشگاه فوتبال پائوک
باشگاه ورزشی پان-سالونیکی کنستانتینوپلیتن‌ها (به یونانی: Πανθεσσαλονίκειος Αθλητικός Όμιλος Κωνσταντινουπολιτών) که به‌طور مخفف به پائوک (به یونانی: ΠΑΟΚ) مشهور است، باشگاه فوتبال یونانی است که در شهر سالونیک قرار دارد و هم‌اکنون در سوپر لیگ فوتبال یونان بازی می‌کند.
این باشگاه در تاریخ ۲۶ آوریل ۱۹۲۶ تأسیس شده است.
این باشگاه فصل ۲۰۱۸–۲۰۱۹ را در سوپر لیگ یونان بدون باخت پشت سر گذاشته است.

## افتخارات
- سوپر لیگ فوتبال یونان
  - قهرمانی (۳): ۷۶–۱۹۷۵، ۸۵–۱۹۸۴، ۱۹–۲۰۱۸
- جام حذفی فوتبال یونان
  - قهرمانی (۴): ۷۲–۱۹۷۱، ۷۴–۱۹۷۳، ۰۱–۲۰۰۰، ۰۳–۲۰۰۲

## بازیکنان برجسته
- تئودوروس زاگوراکیس
- شینجی کاگاوا
- مامه بابا تیام